# 津島市ふれあいバス
津島市ふれあいバス（つしましふれあいバス）は、愛知県津島市が名鉄バスに委託し運行しているコミュニティバス。

## 概要
運行日
- 全コース 月曜～土曜（祝日も運行）
  - 2014年7月19日まではコースにより運行曜日が異なるダイヤ編成だった。

運賃
- 1乗車100円（小学生以下は無料）
- 交通系ICカード全国相互利用サービスによりmanaca・TOICA・SuicaなどのIC乗車券を利用可能。ただし、名鉄バス・名鉄電車との乗継割引の適用は出来ない。また、manacaマイレージポイントは付かない。

運休日
- 日曜日、年末年始（12月29日～1月3日）

## 路線
名鉄津島線・尾西線 津島駅を起終点として、以下の4コースを運行。全コース、市民病院、市役所を経由する。
- Aコース（公共施設巡回コース）：月～土曜日運行
- Bコース（神島田コース）：月～土曜日運行
- Cコース（神守北周りコース）：月～土曜日運行
- Dコース（神守南周りコース）：月～土曜日運行

※ 神島田・神守コース⇔公共施設巡回コースの乗り継ぎは、車内で乗り継ぎ券を発行。ただし、津島駅での乗り継ぎに限る。

## 年表
- 2001年（平成13年）10月19日 - 試行運行を開始。月・水・金・土曜日の週4日運行。
- 2002年（平成14年）10月21日 - 路線を再編。Aコースは月～土曜日の週6日運行。B,C,Dコースは週4日運行。
- 2003年（平成15年）4月1日 - 本格運行となる。
- 2007年（平成19年）7月2日 - 路線を再編。起終点を市役所から、津島駅に変更。
- 2011年（平成23年）10月3日 - manacaを導入。
- 2014年（平成26年）7月21日 - 曜日日時変更。B,C,Dコースの月～土曜日運行開始。